# Liste flüchtlingsfeindlicher Angriffe in Deutschland 2017
Die Liste flüchtlingsfeindlicher Angriffe in Deutschland 2017 verzeichnet Angriffe und Anschläge auf Geflüchtete und Flüchtlingsunterkünfte in Deutschland im Jahr 2017, bei denen fremdenfeindliche und rassistische Tatmotive nachgewiesen oder wahrscheinlich sind. Die Liste ist bisher nicht vollständig. Besonders schwere Anschläge mit Verletzten sind rot hinterlegt.
Soweit nicht anders verzeichnet, folgen die Angaben den Chroniken von Mut gegen rechte Gewalt, Pro Asyl und Amadeu Antonio Stiftung. Historische Hintergründe, Gegeninitiativen und weitere Jahreslisten siehe unter Flüchtlingsfeindliche Angriffe in der Bundesrepublik Deutschland.
| Ort       | Bundes- land | Datum     | Angriffsziel        | Verletzte | Beschreibung | Tatverdächtige bekannt |
| --------- | ------------ | --------- | ------------------- | --------- | --- | ---------------------- |
| Kraichtal | BW           | 1. Januar | bewohnte Unterkunft |           | Ein Sprengsatz detonierte vor einem Container für Asylbewerber. Es soll sich bei dem Sprengsatz um einen illegalen Feuerwerkskörper gehandelt haben. Durch den Anschlag entstand ein Sachschaden von etwa 3.000 Euro.       | Nein                   |
| Altusried | BY           | 1. Januar | bewohnte Unterkunft |           | Ein Unbekannter zündete gegen 01:30 Uhr einen Böller vor einer Asylunterkunft, der Täter flüchtete anschließend mit einem Auto. Der aus Italien stammende Feuerwerkskörper verursachte ein Sachschaden von etwa 3.000 Euro. | Nein                   |